# Nombre de Kynea
En mathématiques récréatives, le n-ième nombre de Kynea (où n est un entier naturel) est l'entier
Les nombres de Kynea furent étudiés par Cletus Emmanuel, qui les baptisa du prénom d'une petite fille.

## Propriétés
Les dix premiers nombres de Kynea (suite  A093069) sont
2, 7, 23, 79, 287, 1 087, 4 223, 16 639, 66 047 et 263 167.
Leurs classes de congruence modulo 7 sont
2, 0, 2, 2, 0, 2, 2, 0, 2, 2
donc pour tout entier k >  0, le (3k+1)-ième nombre de Kynea n'est pas premier.
Sur les 25 premiers nombres de Kynea, seuls les 5 suivants ne sont ni premiers, ni multiples de 7 :[réf. souhaitée]
- {\displaystyle k(6)=41\times 103}[réf. souhaitée]
- {\displaystyle k(11)=1399\times 3001}[réf. souhaitée]
- {\displaystyle k(14)=15913\times 16871}[réf. souhaitée]
- {\displaystyle k(20)=47\times 353\times 66271697}[réf. souhaitée]
- {\displaystyle k(24)=23\times 41\times 71\times 353\times 11909543.}[réf. souhaitée]

Le n-ième nombre de Kynea est égal à 4n + (2n+1 – 1), ainsi qu'à ((2n – 1)2 – 2) + 2n+2.
Sa représentation binaire si n ≥ 1 (suite  A244663) est un 1, suivi de n – 1 zéros, suivis de n + 1 uns, puisque
{\displaystyle 4^{n}+2^{n+1}-1=2^{2n}+\sum _{i=0}^{n}2^{i}.}
Donc, par exemple, 23 est 10111 en binaire, 79 est 1001111, etc.

## Nombres de Kynea premiers
Les dix plus petits nombres de Kynea premiers (suite  A091514) et leurs indices (suite  A091513) sont :
| indice n                | 0 | 1 | 2  | 3  | 5     | 8      | 9       | 12         | 15            | 17             |
| nombre de Kynea premier | 2 | 7 | 23 | 79 | 1 087 | 66 047 | 263 167 | 16 785 407 | 1 073 807 359 | 17 180 131 327 |

Le plus grand nombre de Kynea premier connu, d'indice n = 281 621, vaut approximativement 5,46 × 10169 552. Il a été trouvé par Cletus Emmanuel en 2005, en utilisant le k-crible de Phil Carmody et OpenPFGW. C'est le 46e nombre de Kynea premier.